# Бибиков, Николай Валерианович
Никола́й Валериа́нович Би́биков (1842 — 1923) — президент Варшавы, почётный опекун, генерал от кавалерии.

## Биография

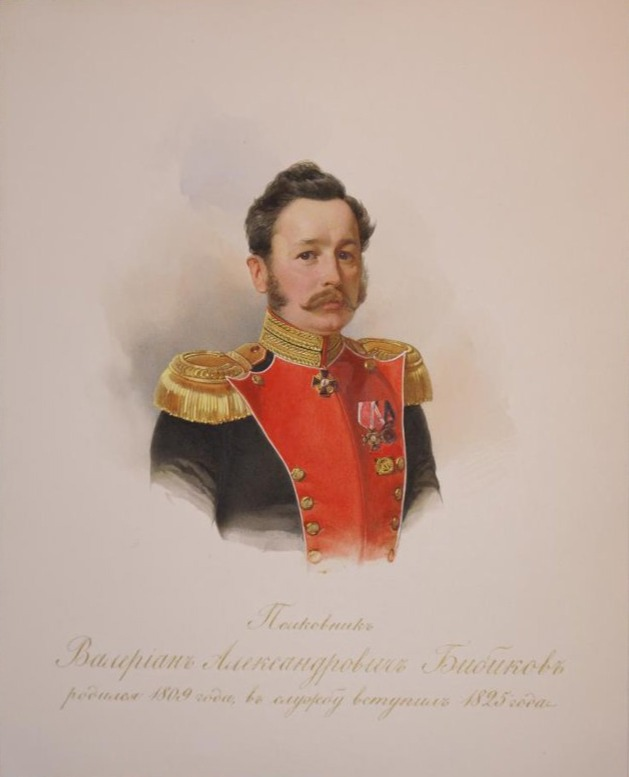
Портрет отца - Валериана Александровича Бибикова работы Владимира Гау, 1850-е гг.

Родился 16 августа 1842 года в Санкт-Петербурге в старинной дворянской семье Бибиковых. Его дед Александр Ильич Бибиков, офицер лейб-гвардии Измайловского полка, известен благодаря двум своим портретам кисти знаменитого художника А. Г. Венецианова, а двоюродный дед генерал от инфантерии Аполлон Ильич Бибиков (1795—1866) занимал высокие посты в военно-учебном ведомстве (в том числе директора 2-го кадетского корпуса). 
Отец — Валериан Александрович Бибиков (1809—1874) завершил военную службу в чине генерал-майора и был предводителем дворянства Пошехонского уезда Ярославской губернии (Бибиковы владели имением Старо-Петровское этого уезда). Мать — Елизавета Андреевна (1812—1854), беллетристка и переводчица.
Младшая сестра Бибикова Ольга Валериановна (1845—1933) вышла за генерала от кавалерии, генерал-адъютанта Петра Петровича Баранова.
В 1861 году окончил Николаевское училище гвардейских юнкеров, откуда выпущен был корнетом в лейб-гвардии Уланский полк. В 1863 году принял участие в подавлении восстания в Польше и за отличие был награждён орденом Святой Анны 4-й степени с надписью «За храбрость». Продолжая службу в полку, Бибиков был произведён в поручики (30 августа 1865 года), штабс-ротмистры (17 апреля 1870 года) и ротмистры (4 апреля 1876 года).
В рядах лейб-гвардии Уланского полка принял участие в войне с Турцией 1877—1878 годов и был награждён орденами Святой Анны 2-й степени с мечами, Святого Владимира 4-й степени с мечами и бантом и золотым оружием с надписью «За храбрость». По окончании войны продолжил службу в полку, был произведён в полковники (30 августа 1880 года), а 12 октября 1888 года перешёл в адъютанты к командующему войсками Варшавского военного округа генералу И. В. Гурко. Полтора года спустя был назначен исправляющим должность генерала для особых поручений при нём (4 июня 1890 года), а затем (30 августа) произведён в генерал-майоры с утверждением в должности.
30 августа 1892 года многолетний (с 1875 года) президент (городской голова) Варшавы генерал С. И. Старынкевич вышел по преклонному возрасту в отставку с чином генерала от артиллерии, и 3 октября 1892 года Бибиков был назначен его преемником. Он оставался на этом посту почти четырнадцать лет, получив в 1896 году Высочайшую благодарность, 6 декабря 1899 года — чин генерал-лейтенанта, а также ряд орденов вплоть до ордена Святого Владимира 2-й степени.
16 июня 1906 года Бибиков был произведён в генералы от кавалерии с увольнением от службы с мундиром и пенсией и поселился в Санкт-Петербурге. В отставке он принимал участие в общественной деятельности, став членом С.-Петербургских 2-го и 5-го Дамских комитетов Красного Креста (возглавляла комитеты принцесса Евгения Максимилиановна Ольденбургская), а также членом Особого комитета по усилению военного флота на добровольные пожертвования, возглавляемого великим князем Александром Михайловичем.
18 октября 1914 года Николай II вернул 72-летнего Бибикова на действительную службу чином генерала от кавалерии (со старшинством с 8 апреля 1920 года) с зачислением по армейской кавалерии и назначением почётным опекуном по Петроградскому присутствию Опекунского Совета учреждений императрицы Марии. Кроме того, Бибиков стал почётным опекуном Павловского института по хозяйственной части. Его служба по ведомству императрицы Марии была отмечена полтора года спустя орденом Белого Орла.
После Февральской революции 1917 года Временное правительство приступило к увольнению от службы бывших почётных опекунов в связи с прекращением деятельности Ведомства императрицы Марии. 16 мая 1917 года решением Временного правительства Бибиков, которому тогда шёл 75-й год, был уволен от службы за болезнью, с мундиром и пенсией.
После Октябрьской революции 1917 года Бибиков уехал на юг России, где находился на территории, контролируемой Вооружёнными Силами Юга России, а затем Русской армией генерала П. Н. Врангеля. В 1920 году он был эвакуирован из Ялты на корабле «Рио-Негро».
Последние годы жизни Бибиков провёл в Праге, где и скончался на 81-м году жизни 6 марта 1923 года. Похоронен на Ольшанском кладбище Праги.

## Семья
Бибиков был дважды женат:
1) на Ольге Владимировне Алексеевой, с которой развёлся (впоследствии она вышла замуж за флигель-адъютанта (потом генерал-лейтенанта) Ивана Платоновича фон Дерфельдена); от этого брака имел дочь Марию (род. 1877), бывшую замужем за генерал-майором (в белой армии — генерал-лейтенантом) Дмитрием Ивановичем Аничковым;
2) на Анне Евгеньевне Розеншильд-Паулин (1861—1946), от брака с которой имел сыновей Валериана (1891—1950), офицера Кавалергардского полка, после 1917 года эмигрировавшего во Францию, и Илью (1899—1919), погибшего во время Гражданской войны 1918—1920 годов в рядах Добровольческой армии, а также дочь Ксению (1895—1966), фрейлину Императорского Двора, во время 1-й мировой войны сестру милосердия при военном госпитале в Петрограде, впоследствии супругу Николая Ивановича Куриса

## Награды
- Орден Святой Анны 4-й степени (1864 год)
- Орден Святой Анны 3-й степени (1870 год)
- Орден Святого Станислава 2-й степени (1873 год)
- Орден Святого Владимира 4-й степени с мечами и бантом (1878 год)
- Орден Святой Анны 2-й степени (1878 год)
- Золотое оружие с надписью «За храбрость» (1878 год)
- Орден Святого Владимира 3-й степени (1893 год)
- Орден Святого Станислава 1-й степени (1895 год)
- Орден Святой Анны 1-й степени (1902 год)
- Орден Святого Владимира 2-й степени (1 января 1906 года)
- Орден Белого орла (10 апреля 1916 года)

Иностранные:
- австрийский орден Франца-Иосифа большого креста (1897 год)
- черногорский орден князя Даниила I 1-й степени (1898 год)
- персидский орден Льва и Солнца 1-й степени (1899 год)